# Lucie Ferauge
Lucie Ferauge (21 april 2000) is een Belgische atlete, die gespecialiseerd is in de sprint. Zij veroverde tot op heden twee Belgische titels.

## Biografie
Ferauge nam in 2017 op de 200 m deel aan de Europese kampioenschappen U20 in Grosseto. Ze plaatste zich voor de halve finale, waarin ze vijfde eindigde. Met de estafetteploeg werd ze zesde in de finale van de 4 x 100 m.
In 2019 werd Ferauge voor het eerst Belgisch indoorkampioene op de 200 m.
Ferauge is aangesloten bij Cercle Athlétique Brabant-Wallon (CABW).

## Belgische kampioenschappen
Indoor
| Onderdeel | Jaar       |
| --------- | ---------- |
| 200 m     | 2019; 2020 |

## Persoonlijke records
Outdoor
| Onderdeel | Prestatie | Wind     | Datum        | Plaats     |
| --------- | --------- | -------- | ------------ | ---------- |
| 100 m     | 11,73 s   | -0,4 m/s | 29 juni 2019 | Lebbeke    |
| 200 m     | 23,56 s   | +0,3 m/s | 18 mei 2019  | Gentbrugge |
| 400 m     | 54,01 s   |          | 1 mei 2019   | Oordegem   |

Indoor
| Onderdeel | Prestatie | Datum            | Plaats |
| --------- | --------- | ---------------- | ------ |
| 60 m      | 7,42 s    | 22 februari 2020 | Gent   |
| 200 m     | 23,42 s   | 22 februari 2020 | Gent   |
| 400 m     | 55,06 s   | 2 maart 2019     | Gent   |

## Palmares

### 200 m
- 2016:  BK indoor AC – 24,70 s
- 2017: 5e ½ fin. EK U20 te Grosseto – 23,92 s
- 2018:  BK AC – 24,10 s
- 2019:  BK indoor AC – 23,65 s
- 2019:  EK U20 te Boras – 23,63 s
- 2020:  BK indoor AC – 23,51 s

### 4 x 100 m
- 2017: 6e EK U20 te Grosseto – 45,28 s

### 4 x 400 m gemengd
- 2019: 8e IAAF World Relays in Yokohama - 3.25,74